# Alojz Cindrič
Alojz Cindrič, slovenski zgodovinar, sociolog, urednik, univerzitetni docent in bibliotekar, * 19. september 1955, Kamnik, † 12. marec 2023, Ljubljana.

## Življenje in delo
Osnovno šolo je obiskoval v Črnomlju, šolanje pa nadaljeval na srednji Elektrotehniški šoli v Ljubljani. Od leta 1975 je študiral zgodovino in sociologijo na Filozofski fakulteti Univerze v Ljubljani ter 1981 diplomiral. Podiplomski študij je nadaljeval na Oddelku za zgodovino Filozofske fakultete v Ljubljani, kjer je leta 1997 magistriral z nalogo Študenti s Kranjske na dunajski univerzi v predmarčni dobi 1815–1848 (mentor: akad. prof. Vasilij Melik). Leta 2008 je z disertacijo Struktura študentov s Kranjske na dunajski univerzi 1848–1918 (mentor: prof. Janez Cvirn) dosegel doktorat znanosti s področja zgodovine. Študijsko se je izpopolnjeval v Univerzitetnem arhivu na Dunaju in v Licejski knjižnici v Bratislavi. Leta 2010 je bil izvoljen v naziv docenta za slovensko in občo novejšo zgodovino.
Po diplomi je kot srednješolski profesor poučeval na gimnaziji v Črnomlju in Kopru. Leta 1983 se je zaposlil na Oddelku za sociologijo Filozofske fakultete v Ljubljani kot bibliotekar in strokovni tajnik. Leta 1992 je opravil strokovni izpit iz bibliotekarske stroke ter specializacijo l. 1998. Kot bibliotekar (bil je tako rekoč »duša« oddelčne knjižnice) je skrbno spremljal, izbiral in nabavljal literaturo ter oblikoval knjižnico z več kot 30.000 enot gradiva. Poleg 36-letnega vodenja knjižnice (od zaposlitve l. 1983 do upokojitve l. 2020) in bibliografij za oddelčne člane/članice, se je kot raziskovalec ukvarjal s preučevanjem in zbiranjem gradiva o življenju Slovencev v 19. in 20. stoletju ter še posebej z raziskovanjem socialne in kulturne zgodovine izobraženstva. Na matičnem oddelku je kot univerzitetni učitelj/docent sodeloval tudi v pedagoškem delu, in sicer v okviru predmeta Sociološko branje in pisanje ter informacijski praktikum. 
Marca 1991 je v Belokranjskem muzeju v Metliki pripravil razstavo Bela krajina na starih razglednicah (lastna zbirka). Istega leta je uredil Zbornik ob 30-letnici študija sociologije na Filozofski fakulteti. Kot urednik je zbral, uredil in koordiniral delo na mednarodni izdaji družboslovnih in humanističnih razprav s skupnim naslovom Čarnijev zbornik (1931–1996) / A Festschrift for Ludvik Čarni (1998). Junija 2000 je v avli ljubljanske Filozofske fakultete pripravil razstavo Od popotne palice do rektorskega žezla: študenti s slovenskega etničnega prostora na avstrijskih in nemških univerzah. Napisal in objavil je vrsto študij o oblikovanju in rasti slovenskega izobraženstva pred ustanovitvijo Univerze v Ljubljani. V ospredju teh so tri obsežne monografije: Študenti s Kranjske na dunajski univerzi 1848–1918 (2009); Študenti s Kranjske na dunajski univerzi v prvi polovici devetnajstega stoletja 1804–1848 (2010); Ljubljanski izobraženci skozi čas: izobraževanje Ljubljančanov na dunajski univerzi 1392–1917 (2019). Svoje raziskovalne rezultate je predstavljal strokovni javnosti tudi na konferencah in vabljenih predavanjih (gl. COBISS+ /izvedena dela/ in YouTube /Alojz Cindrič/). Njegova bibliografija obsega prek 100 enot (gl. COBISS+ /Alojz Cindrič/).

## Izbrana bibliografija
- Študenti s Kranjske na dunajski univerzi 1848–1918. Ljubljana: Univerza, 2009, 590 str.
- Študenti s Kranjske na dunajski univerzi v prvi polovici devetnajstega stoletja 1804–1848. Ljubljana: Univerza, 2010, 239 str. (ARRS -  Odlični v znanosti 2010).
- Od imatrikulacije do promocije : doktorandi profesorja Franceta Vebra na Oddelku za filozofijo Filozofske fakultete Univerze v Ljubljani v luči arhivskega gradiva 1919–1945. Ljubljana: Znanstvena založba Filozofske fakultete, 2015, 310 str.
- Anatolij Ignatjevič von Špakovski = Anatol von Spakovsky = Anatolij Ignat´evič von Špakovskij : prispevek k bio-bibliografiji. Ljubljana: Znanstvena založba Filozofske fakultete, 2016, 114 str.
- Študijska pot Andreja Gosarja na dunajski univerzi : 1910/11–1915/16 ; Andrej Gosar und dessen Studium an der Universität Wien ; Andrej Gosar's student days at the University of Vienna. Logatec: Občina, 2019, 212 str.
- Ljubljanski izobraženci skozi čas: Izobraževanje Ljubljančanov na dunajski univerzi 1392-1917 / Alojz Cindrič ; [prevod povzetka v nemščino Tanja Žigon, prevod povzetka v angleščino Marija Zlatnar Moe, prevod latinskih tekstov v slovenščino Matej Hriberšek]. Ljubljana: Založba ZRC, ZRC SAZU (urednik knjige Martin Grum): Znanstvena založba Filozofske fakultete, 2019 [Ljubljana], 524 str.